# Notacanthella
Notacanthella is een geslacht van haften (Ephemeroptera) uit de familie Ephemerellidae.

## Soorten
Het geslacht Notacanthella omvat de volgende soorten:
- Notacanthella commodema
- Notacanthella nigromaculata
- Notacanthella perculta
- Notacanthella quadrata
- Notacanthella tianmushanensis